# 愛知目標

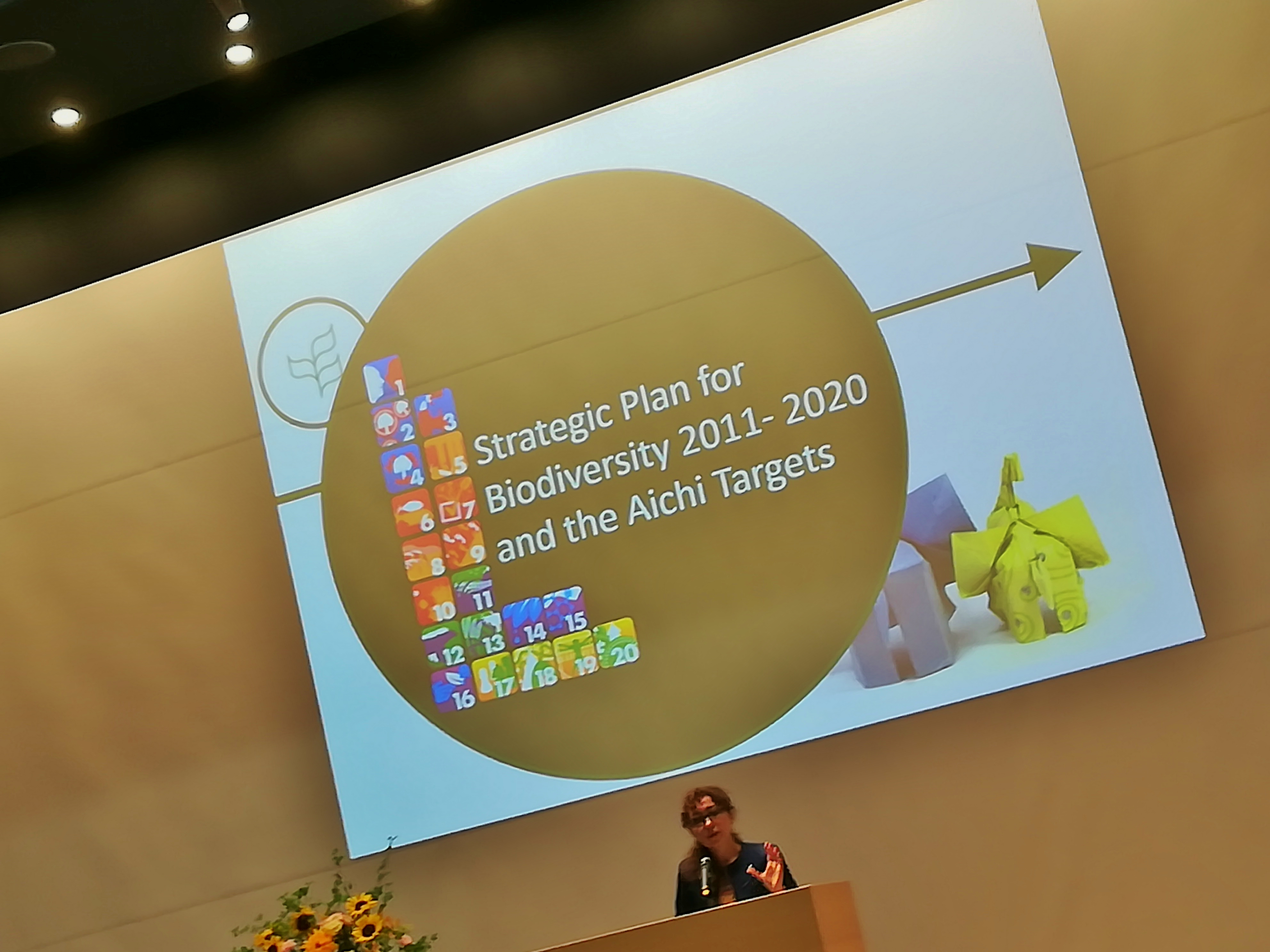
生物多様性愛知目標について語るクリスティアナ・パスカ・パルマ―・国連生物多様性条約事務局長（2017年6月22日、上智大学）

愛知目標（あいちもくひょう）は、愛知ターゲット（英語: Aichi Targets）ともいい、地球規模で劣化が進んでいるとされる、生物多様性の損失に歯止めをかけるために設定された「2010年目標」に代わり、2010年10月に開催された第10回生物多様性条約締約国会議（COP10）で合意された20項目の目標で2011年以降の戦略計画で、人類が自然と共生する世界を2050年までに実現することを目指す。

## 概要
国際社会が2020年までに実効性のある緊急行動を起こすことを求める（但し、締約国に対する強制力は持たない）。

## 背景
「締約国は現在の生物多様性の損失速度を2010年までに顕著に減少させる」とした「2010年目標」が失敗したことを踏まえている。

## 内容

### 決議
生物多様性条約締約国会議 COP 10 Decision X/2
- 正確には決議X/2「2020年までの生物多様性戦略計画（通称：新戦略計画）」に含まれる第4項「戦略目標」についてを指す。戦略行動計画にはこの他に上記「VISION」や「実施、モニタリング、レビューと評価」「支援メカニズム」などを含む。

- X/2.Strategic Plan for Biodiversity 2011-2020を参照[註 2]。

### 戦略目標（日本語）

#### 戦略目標A．
各政府と各社会において生物多様性を主流化することにより、生物多様性の損失の根本原因に対処する。
- 目標1：遅くとも2020年までに、生物多様性の価値と、それを保全し持続可能に利用するために可能な行動を、人々が認識する。
- 目標2：遅くとも2020年までに、生物多様性の価値が、国と地方の開発・貧困解消のための戦略及び計画プロセスに統合され、適切な場合には国家勘定、また報告制度に組み込まれている。
- 目標3：遅くとも2020年までに、条約その他の国際的義務に整合し調和するかたちで、国内の社会経済状況を考慮しつつ、負の影響を最小化又は回避するために生物多様性に有害な奨励措置(補助金を含む)が廃止され、段階的に廃止され、又は改革され、また、生物多様性の保全及び持続可能な利用のための正の奨励措置が策定され、適用される。
- 目標4：遅くとも2020年までに、政府、ビジネス及びあらゆるレベルの関係者が、持続可能な生産及び消費のための計画を達成するための行動を行い、又はそのための計画を実施しており、また自然資源の利用の影響を生態学的限界の十分安全な範囲内に抑える。

#### 戦略目標B．
生物多様性への直接的な圧力を減少させ、持続可能な利用を促進する。
- 目標5：2020年までに、森林を含む自然生息地の損失の速度が少なくとも半減、また可能な場合には零に近づき、また、それらの生息地の劣化と分断が顕著に減少する。
- 目標6：2020年までに、すべての魚類、無脊椎動物の資源と水生植物が持続的かつ法律に沿ってかつ生態系を基盤とするアプローチを適用して管理、収穫され、それによって過剰漁獲を避け、回復計画や対策が枯渇した種に対して実施され、絶滅危惧種や脆弱な生態系に対する漁業の深刻な影響をなくし、資源、種、生態系への漁業の影響を生態学的な安全の限界の範囲内に抑えられる。
- 目標7：2020年までに、農業、養殖業、林業が行われる地域が、生物多様性の保全を確保するよう持続的に管理される。
- 目標8：2020年までに、過剰栄養などによる汚染が、生態系機能と生物多様性に有害とならない水準まで抑えられる。
- 目標9：2020年までに、侵略的外来種とその定着経路が特定され、優先順位付けられ、優先度の高い種が制御され又は根絶される、また、侵略的外来種の導入又は定着を防止するために定着経路を管理するための対策が講じられる。
- 目標10：2015年までに、気候変動又は海洋酸性化により影響を受けるサンゴ礁その他の脆弱な生態系について、その生態系を悪化させる複合的な人為的圧力を最小化し、その健全性と機能を維持する。

#### 戦略目標C．
生態系、種及び遺伝子の多様性を守ることにより、生物多様性の状況を改善する。
- 目標11：2020年までに、少なくとも陸域及び内陸水域の17％、また沿岸域及び海域の10％、特に、生物多様性と生態系サービスに特別に重要な地域が、効果的、衡平に管理され、かつ生態学的に代表的な良く連結された保護地域システムやその他の効果的な地域をベースとする手段を通じて保全され、また、より広域の陸上景観又は海洋景観に統合される。
- 目標12：2020年までに、既知の絶滅危惧種の絶滅及び減少が防止され、また 特に減少している種に対する保全状況の維持や改善が達成される。
- 目標13：2020年までに、社会経済的、文化的に貴重な種を含む作物、家畜及びその野生近縁種の遺伝子の多様性が維持され、その遺伝資源の流出を最小化し、遺伝子の多様性を保護するための戦略が策定され、実施される

#### 戦略目標D．
生物多様性及び生態系サービスから得られる全ての人のための恩恵を強化する。
- 目標14：2020年までに、生態系が水に関連するものを含む基本的なサービスを提供し、人の健康、生活、福利に貢献し、回復及び保全され、その際には女性、先住民、地域社会、貧困層及び弱者のニーズが考慮される。
- 目標15：2020年までに、劣化した生態系の少なくとも15％以上の回復を含む生態系の保全と回復を通じ、生態系の回復力及び二酸化炭素の貯蔵に対する生物多様性の貢献が強化され、それが気候変動の緩和と適応及び砂漠化対処に貢献する。
- 目標16：2015年までに、遺伝資源へのアクセスとその利用から生ずる利益の公正かつ衡平な配分に関する名古屋議定書が、国内法制度に従って施行され、運用される。

#### 戦略目標E．
参加型計画立案、知識管理と能力開発を通じて実施を強化する。
- 目標17：2015年までに、各締約国が、効果的で、参加型の改訂生物多様性国家戦略及び行動計画を策定し、政策手段として採用し、実施し始めている。
- 目標18：2020年までに、生物多様性とその慣習的な持続可能な利用に関連して、先住民と地域社会の伝統的知識、工夫、慣行が、国内法と関連する国際的義務に従って尊重され、生物多様性条約とその作業計画及び横断的事項の実施において、先住民と地域社会の完全かつ効果的な参加のもとに、あらゆるレベルで、完全に認識され、主流化される。
- 目標19：2020年までに、生物多様性、その価値や機能、その現状や傾向、その損失の結果に関連する知識、科学的基礎及び技術が改善され、広く共有され、適用される。
- 目標20：少なくとも2020年までに、2011年から2020年までの戦略計画の効果的実施のための、全ての資金源からの、また資金動員戦略における統合、合意されたプロセスに基づく資金資源動員が、現在のレベルから顕著に増加すべきである。この目標は、締約国により策定、報告される資源のニーズアセスメントによって変更される必要がある。

## 愛知目標の達成状況と評価
2020年9月15日、国連生物多様性条約事務局が地球規模生物多様性概況第5版（GBO5）を発表した。この報告書は、愛知目標の20項目について、各締約国から提出された第6回国別報告書や科学的なデータをもとに最終的な達成状況を評価したものである。その結果、完全に達成できた項目はなく、一部達成や達成見込みと評価されたものはわずか6項目であったことが明らかになった。これは、生物多様性の保全に対する国際社会の取り組みが不十分であることを示している。また、生物多様性の減少や劣化は気候変動や人間の健康・福祉・経済にも深刻な影響を及ぼしており、持続可能な未来を実現するためには変革的な行動が必要であることが強調された。

## 脚註

### 註
1. ↑  生物多様性条約と「2010 年目標」について（環境省自然環境局生物多様性センター）参照。
2. ↑  X/2.Strategic Plan for Biodiversity 2011-2020（Convention on Biological Diversity）（英語）